# Le Fruit de vos entrailles
 (septembre 2021).
Pour plus de détails, voir Fiche technique et Distribution.
Le Fruit de vos entrailles est un long métrage documentaire français de Camille de Casabianca datant de 1990.
Il a été diffusé à l'étranger, notamment Grande-Bretagne, Pays-Bas, Australie.

## Synopsis
Comment fait-on pour donner à d'autres un enfant qu'on a porté neuf mois dans son ventre ?
À Bogota, en Colombie, une maison est entourée de grilles. Des femmes s'y réfugient pour cacher leur grossesse et y accoucher en secret. Leur nouveau-né est adopté par des Occidentaux...
Dans leur clandestinité, elles parlent, prient, attendent ; les bébés, eux, s'envolent vers d'autres pays, plus riches.

## Fiche technique
- Réalisation : Camille de Casabianca
- Directeur de la photo : Patrick Blossier
- Montage : Nadine Tarbouriech
- Mixage : Philippe Lemenuel

## Distribution
- Glaydys Gonzalez Duarte
- Rosario Beltran Escobar